# Saved
Saved — двадцатый студийный альбом американского автора-исполнителя Боба Дилана. Выпущен в июне 1980 года на лейбле Columbia Records.

## Об альбоме
Saved — второй альбом Дилана, в котором Дилан обращается к христианской тематике, к которой обратился на предыдущем альбоме Slow Train Coming, вышедшем годом ранее. Каждая песня с альбома повествует о личной вере и в них чувствуется довольно сильное влияние стиля госпел. В отличие от предшественника, многие критики отвергли Saved за излишний догматизм в песнях и напыщенность аргументов. Альбом поднялся до 3-й позиции в Британии, но в США не поднялся выше 24-й позиции и не приобрёл даже золотого статуса.
Оригинальная обложка с руками была создана художником Тони Райтом. Однако впоследствии её заменили изображением Дилана на сцене во время выступления того периода чтобы сгладить излишнюю религиозную сущность оригинальной обложки. Оригинальная обложка иногда появлялась на некоторых переизданиях.

## Список композиций
Автор песен Боб Дилан, кроме отмеченных
1. «A Satisfied Mind» (Red Hayes, Jack Rhodes) — 1:57
2. «Saved» (Tim Drummond, Dylan) — 4:00
3. «Covenant Woman» — 6:02
4. «What Can I Do for You?» — 5:54
5. «Solid Rock» — 3:55
6. «Pressing On» — 5:11
7. «In the Garden» — 5:58
8. «Saving Grace» — 5:01
9. «Are You Ready?» — 4:41

## Участники записи
- Barry Beckett — Producer
- Carolyn Dennis — Vocals
- Tim Drummond — Bass
- Bob Dylan — Guitar, Harmonica, Keyboards, Vocals
- Gregg Hamm — Engineer
- Bobby Hata — Mastering
- Regina Havis — Vocals
- Jim Keltner — Drums
- Clydie King — Vocals
- Mary Beth McLemore — Assistant Engineer
- Spooner Oldham — Keyboards
- Arthur Rosato — Photography
- Fred Tackett — Guitar
- Jerry Wexler — Producer
- Paul Wexler — Mastering Supervisor
- Tony Wright — Artwork
- Monalisa Young — Vocals
- Terry Young — Keyboards, Vocals